# Alajuela
Alajuela é uma cidade da Costa Rica, capital da província de Alajuela. Está localizada na região metropolitana de San José. Alajuela é a cidade natal de Juan Santamaría, herói nacional da Costa Rica. O Aeroporto Internacional Juan Santamaría, principal aeroporto do país, está localizado a cerca de 3 km da cidade.
De acordo com o censo de 2000 a cidade possuía 42.889 habitantes, sua população estimada para 1 de julho de 2004 era de 47.737 habitantes.
- latitude: 10° 1' 0" Norte
- longitude: 84° 13' 0" Oeste
- altitude: 918 metros